# Вилла Джустиниани-Камбьязо
Вилла Джустиниани-Камбьязо, Вилла Камбьязо (итал. La villa Giustiniani-Cambiaso, La villa Cambiaso) — памятник истории и архитектуры, историческая резиденция семьи Джустиниани. Расположена в муниципалитете Генуи, в жилом районе Альбаро с доступом с виа Монтальегро. Здание окружено общественным парком — меньшей частью обширного парка, который в давние времена окружал виллу почти до моря, но был значительно сокращён из-за расширения города. Старинная резиденция перешла к муниципалитету Генуи в 1921 году; ныне принадлежит Фонду (банку) Каридже (Banca Carige). В здании размещается Политехническая школа Генуэзского университета.

## История
Находящаяся на возвышении, на холме Альбаро, окружённая большим парком, вилла была построена по заказу патриция Луки Джустиниани (Первого), который летом 1548 года доверил проект архитектору из Перуджи Галеаццо Алесси. Это была одна из первых работ молодого архитектора. Разработанная им трёхчастная архитектурная композиция стала со временем образцом для строительства других вилл на территории Генуэзского королевства, а также была принята генуэзскими архитекторами для городских дворцов на «Новой улице», так называемых «Палацци-деи-Ролли».
Вилла принадлежала семье Джустиниани до 1787 года, когда она перешла к семье Камбьязо. Отсюда двойное название. С 1921 года — собственность генуэзского муниципалитета, в том же году в здании разместилась Королевская школа морской инженерии: одно из отделений инженерного факультета Генуэзского университета.
Архитектура виллы оставалась неизменной на протяжении почти четырёх столетий, до 19 мая 1944 года, когда массированная воздушная бомбардировка Генуи повредила здание с разрушением части крыши, свода центрального зала и лоджии фасада. По окончании войны были проведены реставрационные и восстановительные работы.
В 2004 году администрация Генуи, университет и Управление по охране окружающей среды и архитектурного наследия провели реконструкцию фасадов здания.

## Архитектура
Вилла имеет квадратный план и компактную структуру без внутренних двориков. Главный фасад выходит на юг, на большую лужайку, откуда открывается вид на море. Центр фасада занимает эффектная трёхарочная лоджия первого этажа, оформленная колоннами дорического ордера. Два верхних этажа оформлены каннелированными пилястрами коринфского ордера.
На противоположном, северном фасаде лоджия первого этажа открывает вид на окружающие холмы, а третья, закрытая лоджия в центре лестницы, ведущей на второй этаж, выходит на западную часть парка.
Согласно историческим источникам, архитектор Алесси сам выбрал живописцев и скульпторов для создания внутреннего убранства виллы. Таддео Орсолино было поручено строительство лоджий и декор стукко, Джованни Лураго и Бернардино Солари из Кремоны занимались оформлением интерьеров.
Две фрески в люнетах лоджии на первом этаже, изображающие Аполлона («Утро») слева и Диану («Ночь») справа, — работы соответственно художников Джованни Баттиста Кастелло и Луки Камбьязо. Фреска «Морской триумф» в своде центрального зала написана в XX веке Антонио Квинцио. Многие картины, находившиеся на вилле до её приобретения муниципалитетом и открытия Королевской школы морской инженерии, теперь хранятся в галереях Палаццо Бьянко и Палаццо Россо в Генуе.